# 中川純 (法学者)
中川 純（なかがわ じゅん）は、日本の法学者。労働法学者。社会保障法学者。愛知県出身
1991年中京大学法学部卒業。1997年愛知学院大学大学院法学研究科博士後期単位取得満期退学。2001年カナダ・マギル大学 ロースクール単位取得満期退学。2001年北星学園大学社会福祉学部福祉計画学科専任講師（労働法・社会保障法・ゼミ担当）。2004年同社会福祉学部福祉計画学科助教授。2007年同社会福祉学部福祉計画学科准教授。2010年同社会福祉学部福祉計画学科教授。2017年東京経済大学現代法学部教授・同現代法学研究科教授（労働法・社会問題と法・ゼミ等）。

## 著書
- 『障害法』菊池馨実、川島聡と共編、成文堂、2015.2
- 『労働法の基本』本久洋一・小宮文人編、分担執筆、法律文化社、2019.4

## 注
1. ↑  KAKEN
2. ↑  教員紹介

| スタブアイコン | サブスタブ | この項目は、まだ閲覧者の調べものの参照としては役立たない、人物に関連した書きかけの項目です。この項目を加筆・訂正などしてくださる協力者を求めています（P:人物伝/PJ:人物伝）。 |